# Conus striolatus
Conus striolatus é uma espécie de gastrópode do gênero Conus, pertencente a família Conidae.